# Enele Maʻafu
Pour les articles homonymes, voir Ma'afu.
’Enele Maʻafuotuʻitoga,, dit Enele Maʻafu, né vers 1816 selon Brij Lal ou vers 1825 selon John Spurway, et mort le 5 février 1881, est un prince de la famille royale tongienne devenu grand chef fidjien et l'une des figures pré-éminentes des Fidji pré-coloniales. Souverain de facto d'une grande partie des îles Fidji, puis vice-roi de l'éphémère royaume des Fidji (1871-1874), il est décrit comme charismatique, charmant, ambitieux, d'une grande intelligence et capacité à gouverner, mais machiavélique et « essentiellement dénué de probité morale ».

## Biographie

### Jeunesse aux Tonga
Né sur l'île tongienne de Tongatapu, il est l'enfant aîné d'Aleamotuʻa (en) et de l'épouse de celui-ci, Moala. Aleamotuʻa accède en 1827 au titre de 18e Tuʻi Kanokupolu, l'un des plus hauts titres dans l'archipel tongien ; le début du XIXe siècle est toutefois une période chaotique aux Tonga, où l'exercice effectif d'un pouvoir militaire compte souvent plus que le droit théorique attaché à un titre. L'enfant est appelé Maʻafuotuʻitoga du nom de son arrière-grand-père, un précédent détenteur du titre de Tuʻi Kanokupolu. En 1826 Taufaʻahau, petit-neveu d'Aleamotuʻa, vainc par la force des armes Laufilitonga, le dernier Tuʻi Tonga, détenteur du titre le plus prestigieux et le plus sacré de l'archipel. Dès lors, Taufaʻahau règne en maître sur les îles Haʻapai et les îles Vavaʻu, et est en position de contester l'autorité de son grand-oncle sur Tongatapu.
Son père s'étant converti au christianisme, Maʻafu est baptisé, recevant le prénom « ʻEnele » (Henry), et éduqué dans une école établie à Tongatapu par la Société missionnaire de Londres. Contesté à Tongatapu par de nombreux chefs de moindre rang qui rejettent le christianisme, Aleamotuʻa n'a la vie sauve que grâce à l'intervention armée de Taufaʻahau en 1837, qui se fait le protecteur du christianisme et de son grand-oncle. Aleamotuʻa n'a de fait plus aucun pouvoir réel, même si Taufaʻahau le reconnaît formellement comme chef suprême de Tongatapu. En 1840, par un mariage arrangé et par un cérémonial chrétien, Maʻafu épouse ʻElenoa, la sœur de l'épouse de Taufaʻahau. Le mariage vise à renforcer les liens entre ceux que les visiteurs européens appellent « les deux rois », Aleamotuʻa et Taufaʻahau. Le couple aura trois enfants, dont un seul survira jusqu'à l'âge adulte.
Le 18 novembre 1845, Aleamotuʻa, très âgé, meurt. Avec son accord prononcé avant sa mort, c'est Taufaʻahau qui hérite du titre de Tuʻi Kanokupolu, légitimant ainsi son autorité sur l'ensemble des Tonga. Du fait des réalités militaires, Maʻafu ne pouvait espérer être l'héritier de son père. En juin 1847, Taufaʻahau envoie Maʻafu comme émissaire à l'archipel de Lau, aux îles Fidji, avec semble-t-il pour tâche de devenir le chef de la communauté tongienne expatriée à ces îles - vestige du temps où l'autorité de l'empire Tuʻi Tonga s'y étendait,.

### Implantation aux Fidji

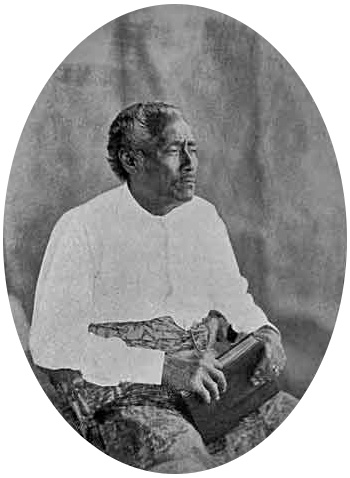
Maʻafu en 1876.

Maʻafu, accompagné d'hommes en armes, s'établit à Lakeba, la principale des îles Lau. Celles-ci sont alors sous l'autorité du Tui Nayau, Roko Taliai Tupou (en), qui prête formellement allégeance aux chefs de l'île de Bau, plus à l'ouest. Au moment où Maʻafu s'établit à Lakeba, le nouveau Vunivalu (chef suprême de Bau), Ratu Seru Epenisa Cakobau, exprime l'ambition d'imposer son autorité sur l'ensemble des Fidji. En 1853, Taufaʻahau fait formellement de Maʻafu le gouverneur des Tongiens établis aux Fidji - conjointement en principe avec Sefanaia Lualala, mais l'autorité de Maʻafu est prééminente. Il y conforte petit à petit son pouvoir, et en 1852 il impose par les armes son autorité sur l'archipel Moala (en), à l'ouest des îles Lau ; il déclare que les lois tongiennes s'y appliquent désormais, ainsi que le christianisme, dont il use de fait à des fins politiques.
En 1855, Maʻafu et ses hommes participent à l'expédition militaire tongienne envoyée aux Fidji par Taufaʻahau, proclamé roi George Tupou des Tonga, pour porter assistance à Cakobau, nouvellement converti au christianisme, face aux chefs fidjiens païens qui contestent sa prétention à l'autorité sur l'ensemble des Fidji. À la bataille de Kaba (en) dans l'est de l'île de Viti Levu le 7 avril 1855, les alliés chrétiens fidjiens et tongiens remportent une victoire majeure qui conforte l'autorité de Cakobau sur une grande partie des Fidji - mais aussi sa dépendance militaire sur son allié tongien. Maʻafu, en tant que représentant du roi tongien, est de son côté devenu le chef le plus puissant dans l'est des Fidji,,.
À partir de 1857, Maʻafu s'établit sur l'île de Vanua Balavu (en), dans le nord des îles Lau ; il y conservera son domicile jusqu'à sa mort. En août de cette année, il mène une intervention militaire en soutien au Tui Bua, le grand chef fidjien de Bua, dans l'ouest de l'île de Vanua Levu, pour le protéger et protéger la population chrétienne face aux assauts de païens. En 1859, le Tui Bua lui prête allégeance, faisant de Maʻafu le souverain de ce territoire, et en octobre Maʻafu déclare que son allié le Tui Cakau (en), Ratu Raivalita, est désormais de son fait « roi » de Vanua Levu. Outre les îles Lau et les îles Moala, Maʻafu contrôle désormais directement ou indirectement Vanua Levu et Taveuni, les deuxième et troisième plus grandes îles des Fidji. En novembre, il conquiert et christianise l'archipel de Kadavu, et en décembre il prend possession de l'île de Beqa. À cette même date, à l'initiative de Cakobau, le consul britannique William Pritchard entend proposer au Royaume-Uni d'instituer un protectorat sur les Fidji. Dans ce contexte, c'est également en décembre 1959 que Maʻafu propose à Pritchard que les Fidji soient divisées en deux, une partie sous l'autorité directe de Cakobau et une dont Maʻafu conserverait le contrôle tout en reconnaissant la souveraineté du roi fidjien. William Pritchard, défavorable à cette idée, temporise puis refuse,.

### Tui Lau, et cession des Fidji

Drapeau de Maʻafu en tant que roi de Lau (1869-1871).

En 1867, Maʻafu établit la confédération Tovata, rassemblement des territoires sous son autorité dans l'est des Fidji ; la mesure est perçue comme un défi au pouvoir revendiqué par Cakobau sur l'ensemble des Fidji. Le 3 février 1869, le roi tongien George Tupou renonce formellement à la souveraineté tongienne sur les territoires acquis par Maʻafu aux Fidji, afin que les Tonga ne soient pas mêlés aux tensions liées aux ambitions territoriales conflictuelles de Maʻafu et de Cakobau. Il met fin au statut de gouverneur que Maʻafu exerce depuis 1853, mais cède à Maʻafu la propriété de l'intégralité de ces territoires. Les Tongiens résidant sur ces territoires cessent d'être tongiens, à moins de choisir de (re)venir aux Tonga. De ce fait, Maʻafu en devient le souverain. Il obtient alors des chefs sous son autorité de créer et de lui conférer le titre de Tui Lau (en), souverain des îles Lau. Il est formellement investi lors d'une cérémonie à Lakeba. Les chefs sous son autorité adoptent avec lui un code de lois et un drapeau pour ce nouveau royaume ; il promeut le christianisme et loue des terres dans son royaume à des colons européens. Il est, par ailleurs, désormais un chef fidjien, légitimant sa prétention à une influence accrue dans l'archipel.
En 1871, il accepte de reconnaître le gouvernement que Seru Cakobau établit pour l'ensemble des Fidji, en échange du titre de vice-roi des Fidji. Ce gouvernement est de courte durée. Contesté à la fois par certains chefs et par bon nombre des colons européens installés dans l'archipel, le roi Cakobau offre son royaume à la Couronne britannique. Il en résulte l'Acte de Cession en octobre 1874, signé par Cakobau, Maʻafu et onze autres grands chefs fidjiens, qui fait des Fidji une colonie de l'Empire britannique. À cette occasion, Maʻafu avoue au commodore britannique James Goodenough qu'il aurait écarté Cakobau et pris le contrôle des Fidji, si le roi n'avait pas eu le soutien du Royaume-Uni et donc de la Royal Navy. Par l'Acte de Cession, les Britanniques promettent de préserver et de respecter l'essentiel des prérogatives des chefs fidjiens, ainsi que la propriété coutumière des terres autochtones. L'administration coloniale reconnaît Maʻafu comme Roko Tui Lau, grand chef des îles Lau, ce qui lui permet de continuer à les gouverner avec une très grande latitude comme salarié de l'administration britannique,. En 1875, le roi tongien George Tupou adopte une constitution stipulant qu'au cas où sa lignée viendrait à s'éteindre, la Couronne des Tonga reviendrait à Maʻafu ou à ses descendants - éventualité qui, toutefois, n'advient pas.
Maʻafu meurt de la gangrène à son domicile au village de Lomaloma (en) sur l'île de Vanua Balavu, le 5 février 1881, son pied ayant été infecté après avoir été écrasé par un cheval et le médecin détaché en urgence depuis la capitale coloniale, Levuka, étant arrivé trop tard pour le soigner. La reine Victoria fait transmettre ses condoléances à ses proches. Il est inhumé à Lakeba, « le siège coutumier du pouvoir aux îles Lau ». Un navire de la Royal Navy fournit un salut aux cannons, en signe de respect. Son titre de Tui Lau devient vacant, mais sera par la suite attribué successivement aux deux grands chefs fidjiens les plus influents du XXe siècle : Ratu Sir Lala Sukuna puis Ratu Sir Kamisese Mara. En 1935, la reine des Tonga, Salote Tupou III se rend sur sa tombe et y fait apposer une nouvelle pierre tombale.